# Therese Schwarzenbergová
Therese Schwarzenbergová, německy Therese Fürstin zu Schwarzenberg, česky Tereza kněžna ze Schwarzenbergu (* 17. února 1940 Vídeň), je rakouská homeopatka, jejímž manželem byl dvakrát Karel Schwarzenberg (sňatky 1967 a 2008).
Její rodné jméno podle šlechtické tradice je v plném znění v češtině „Tereza hraběnka z Hardeggu na Kladsku a v Machlandu“. V němčině znělo původně Angela Theresa Johanna Maria Gräfin zu Hardegg auf Glatz und im Machlande.

## Život

### Původ
Therese Schwarzenbergová pochází z rodu rakouských hrabat z Hardeggu. Hardeggové jsou starý štýrský šlechtický rod, od roku 1495 hraběcí, usedlý také na Moravě. Na počátku 16. století drželi jako léno Koruny české také hrabství kladské, později byli vlastníky panství Letovice. V 19. století vlastnili mj. panství Hrušovany nad Jevišovkou. Již koncem 15. století se stali majiteli hradu Hardegg na rakousko-moravském pomezí, a to koupí po původním v roce 1483 vymřelém rakouském a moravském panském rodu Hardeků, jejichž predikát (v němčině zní rovněž Hardegg) převzali. Původně se dnešní Hardeggové jmenovali „svobodní páni Prüschenkové“ (Prueschenk von Stettenberg). Jindřich (Heinrich) Prüschenk-Hardegg byl v roce 1499 povýšen na hraběte.
Otcem Therese Schwarzenbergové byl Johann Hardegg, pocházející z nynější mladší linie hrabat z Hardeggu (Hardegg-Kadolz). Její matka byla Johannova druhá manželka hraběnka Johanna Firmian. Therese má ještě bratra (Dr. Friedrich Hardegg) a sestru. Otec byl čelným nacistou, od roku 1930 (v Rakousku ilegálním) členem NSDAP a později rovněž členem SA.[zdroj⁠?!]
Sama Therese Schwarzenbergová se od nacismu v dospělosti důsledně distancovala. O jejím vztahu k otci je známo, že ji otázky na nacistickou minulost jejího otce rozesmutní. „My děti nemůžeme za své rodiče,“ prohlásila „se slzami v očích“. „Otec o období nacismu doma nemluvil. A když už, tak jsme se zpravidla hádali.“ Vztahy mezi jejím otcem a Karlem Schwarzenbergem byly napjaté. „Chovali se k sobě zdvořile a odtažitě.“

### Studium a povolání
Vystudovala lékařství na Vídeňské univerzitě, kde promovala v roce 1966. Zajímala se o celostní medicínu a alternativní přístupy k léčbě. V roce 1974 ukončila činnost jako praktická lékařka. V letech 1981–1983 studovala postgraduálně homeopatickou medicínu u profesora Dorcsiho v nemocnici v městě Lainz. Poté ještě v roce 1983 otevřela svou vlastní praxi zaměřenou na homeopatii. Později po určitou dobu působila jako lékařka v africké Keni a dodnes se tam stará o jednu nemocnici. Je autorkou knih Má cesta zpátky do života: vyznání lékařky (v originále Mein Weg zurück ins Leben: Bericht einer Ärztin) z roku 1995 a Krebs - heilende Krankheit? Konfliktlösung statt Chemo und Skalpell (Rakovina - léčivá nemoc? Řešení konfliktů místo chemoterapie a skalpelu) vydané v roce 2001. Dále provozuje biodynamické zemědělství.

### Manželství a rodina
V dubnu 1967 se v Seefeld-Kadolzu (Dolní Rakousy) provdala za Karla Schwarzenberga, který o ni usiloval již od setkání na banketu pro nezadané aristokraty v roce 1957.
Mají spolu syna Jana Nepomuka Ondřeje (* 13.12. 1967, německy plným jménem podle rodinné tradice Johannes Nepomucenus Andreas Heinrich Joseph Karl Ferdinand Johannes Evangelist die Heiligen Drei Könige Achaz Michael Maria Erbprinz von Schwarzenberg) a dceru Annu Karolínu (* 1968, německy plným jménem podle rodinné tradice Anna Carolina Antoinette Elisabeth Theresia Olga Adelheid Maria Prinzessin von Schwarzenberg), provd. Morgan. Manželkou syna Johannese byla maďarsko-rakouská baronka Diana Elisabeth Orgovanyi-Hanstein, jejich svatba se konala v roce 2010. Od roku 2017 je podruhé ženatý s italskou šlechtičnou Francescou Riario-Sforza. Manžel Anny Karolíny Peter Morgan je Angličan a autor úspěšných filmových scénářů, avšak rodina s pěti dětmi žije nyní v Rakousku.
Roku 1979 přivedla Schwarzenbergová na svět druhého syna Karla Filipa (německy původně plným jménem podle rodinné tradice Karl Philipp Ernst Ferdinand Alwig Kilian Prinz von Schwarzenberg). Jak se později ukázalo, jeho skutečným otcem byl rakouský průmyslník a politik Thomas Prinzhorn, který v roce 1988 Karla Filipa adoptoval. Karel Filip používá od roku 1990 jen příjmení Prinzhorn. V roce 2009 se oženil s Annou Marií roz. hraběnkou von und zu Eltz z Německa.
O Vánocích roku 1992 utrpěla těžký úraz při lyžování. Na dva roky ochrnula, nejprve od hlavy na celém těle, ale po úspěšné rehabilitaci se „opět postavila na nohy“.
Manželé Schwarzenbergovi se v roce 1988 rozvedli, ovšem nadále zůstali přáteli. Znovu se vzali 22. srpna 2008; jejich druhá svatba se konala v tichosti na zámku Obermurau ve Štýrsku. Tento zámek byl postaven předkem rodu Schwarzenbergů v roce 1623 a dodnes jim patří. Schwarzenbergová později uvedla, že: „Rozvod byl potřebný a nám oběma bylo snad od začátku jasné, že spolu jednou zase budeme schopní žít“.
Therese Schwarzenbergová má rakouské občanství a žije ve Vídni nebo na již jmenovaném zámku Obermurau v obci Murau, který je ve vlastnictví jejího staršího syna.

## Dílo
- Má cesta zpátky do života: vyznání lékařky, (v originále Mein Weg zurück ins Leben: Bericht einer Ärztin), ISBN 3-900436-15-0, 1995[8], česky 1996
- Krebs - heilende Krankheit? Konfliktlösung statt Chemo und Skalpell (Rakovina - léčivá nemoc? Řešení konfliktů místo chemoterapie a skalpelu), ISBN 3-85052-120-6, 2001[8]